# جورج اسکرچلی براون
جورج اسکرچلی براون (انگلیسی: George Scratchley Brown; ۱۷ اوت ۱۹۱۸ – ۵ دسامبر ۱۹۷۸) ژنرال نیروی هوایی ایالات متحده آمریکا بود، که در فاصله سال‌های ۱۹۷۴ تا ۱۹۷۸ به‌عنوان هشتمین رئیس ستاد مشترک نیروهای مسلح ایالات متحده آمریکا فعالیت می‌کرد. وی از ۱۹۷۳ تا ۱۹۷۴ رئیس ستاد نیروی هوایی بود.
براون فعالیت نظامی را از سال ۱۹۴۱ در نیروی هوایی آمریکا آغاز کرد، از ۱۹۵۰ تا ۱۹۵۱ فرماندهی گروه ۶۲ نیروهای حامل را برعهده داشت و از ۱۹۵۱ تا ۱۹۵۲ فرمانده بال ۵۶ جنگنده‌های رهگیر بود.
وی از ۱۹۵۲ تا ۱۹۵۳ به‌عنوان معاون عملیات نیروی هوایی پنجم فعالیت می‌کرد، از ۱۹۶۸ تا ۱۹۷۰ فرمانده نیروی هوایی هفتم بود و در فاصله سال‌های ۱۹۷۰ تا ۱۹۷۳ فرماندهی سامانه‌های نیروی هوایی را برعهده داشت. او در جنگ جهانی دوم، جنگ کره و جنگ ویتنام حضور داشت و در سال ۱۹۷۸ پس از ۳۷ سال خدمت، از نیروهای مسلح آمریکا بازنشسته شد.